# (714) Ulula
(714) Ulula – planetoida z pasa głównego asteroid okrążająca Słońce w ciągu 4 lat i 15 dni w średniej odległości 2,54 au. Została odkryta 18 maja 1911 roku w Landessternwarte Heidelberg-Königstuhl w Heidelbergu przez Josepha Helffricha. Nazwa planetoidy wywodzi się od łacińskiego słowa Ulula, w języku polskim oznaczającego w ornitologii gatunek sowy. Przed nadaniem nazwy planetoida nosiła oznaczenie tymczasowe (714) 1911 LW.